# Hatunsaray, Meram
Hatunsaray là một thị trấn thuộc quận Meram, tỉnh Konya, Thổ Nhĩ Kỳ. Dân số thời điểm năm 2011 là 746 người.